# Чемпіонат Волинської області з футболу 2011
Чемпіонат Волинської області з футболу 2011 року проходив з 7 травня по 16 жовтня 2011 року у двох лігах. Чемпіоном області втретє став «Вотранс-ЛСТМ» (Луцьк).

## Вища ліга
Чемпіонат Волинської області з футболу 2011 року у вищій лізі проводився за двоступеневою системою. На першому етапі сім команд у двоколовому турнірі визначали четвірку найкращих, котра у раунді плей-офф розігрувала нагороди чемпіонату

### Підсумкова таблиця чемпіонату (попередній етап)
| М | Команда                      | І  | В  | Н | П | РМ    | О  |
| - | ---------------------------- | -- | -- | - | - | ----- | -- |
| 1 | «Вотранс-ЛСТМ» (Луцьк)       | 12 | 10 | 1 | 1 | 67−8  | 31 |
| 2 | МФК «Ковель-Волинь» (Ковель) | 12 | 9  | 1 | 2 | 75−7  | 28 |
| 3 | «Шахтар» (Нововолинськ)      | 12 | 7  | 3 | 2 | 43−13 | 24 |
| 4 | ФК «Мар'янівка» (Мар'янівка) | 12 | 4  | 1 | 7 | 20−62 | 13 |
| 5 | «Прип'ять» (Любешів)         | 12 | 3  | 1 | 8 | 22−53 | 10 |
| 6 | «Будівельник» (Маневичі)     | 12 | 3  | 1 | 8 | 12−44 | 7  |
| 7 | ФК «Рожище» (Рожище)         | 12 | 1  | 2 | 9 | 11−63 | 5  |

- Згідно з регламентом з команди «Будівельник» (Маневичі) знято 3 очки за неявку на матч 1-го туру «Будівельник» — МФК «Ковель-Волинь»

### Найкращі бомбардири
|     | Гравець               | Клуб                    | Голи |
| --- | --------------------- | ----------------------- | ---- |
| 1   | Неделюк Олександр     | «Вотранс-ЛСТМ»          | 20   |
| 2   | Курило Віталій        | «Шахтар» (Нововолинськ) | 16   |
| 3   | Данилюк Іван          | МФК «Ковель-Волинь»     | 15   |
| 4-5 | Хмелярський Володимир | МФК «Ковель-Волинь»     | 11   |
| 4-5 | Стадницький Олександр | «Вотранс-ЛСТМ»          | 11   |

### Результати матчів
| М | Команда                      | 1    | 2    | 3   | 4    | 5    | 6    | 7    |
| - | ---------------------------- | ---- | ---- | --- | ---- | ---- | ---- | ---- |
| 1 | «Вотранс-ЛСТМ» (Луцьк)       |      | 0:2  | 3:0 | 7:1  | 6:1  | 5:0  | 17:1 |
| 2 | МФК «Ковель-Волинь» (Ковель) | 0:2  |      | 0:0 | 11:0 | 7:0  | 10:0 | 11:0 |
| 3 | «Шахтар» (Нововолинськ)      | 0:2  | 3:0  |     | 3:1  | 14:0 | 3:0  | 2:2  |
| 4 | ФК «Мар'янівка» (Мар'янівка) | 0:14 | 0:19 | 2:2 |      | 0:1  | 4:1  | 6:1  |
| 5 | «Прип'ять» (Любешів)         | 3:6  | 1:5  | 2:6 | 1:2  |      | 2:3  | 6:2  |
| 6 | «Будівельник» (Маневичі)     | 0:5  | 0:3  | 1:5 | 1:4  | 1:1  |      | 3:2  |
| 7 | ФК «Рожище» (Рожище)         | 0:0  | 1:7  | 0:5 | 1:0  | 1:4  | 0:2  |      |

- У матчі 1-го туру «Будівельник» — МФК «Ковель-Волинь» команді «Будівельник» зараховано технічну поразку 3:0 через неявку на гру
  - У матчі 14-го туру «Шахтар» — МФК «Ковель-Волинь» команді МФК «Ковель-Волинь» зараховано технічну поразку 3:0, оскільки гості залишили поле на 37-й хвилині гри

### Півфінали
| Команда 1           | Команда 2           | Рахунок |
| ------------------- | ------------------- | ------- |
| «Шахтар»            | МФК «Ковель-Волинь» | 1:4     |
| «Вотранс-ЛСТМ»      | ФК «Мар'янівка»     | 4:1     |
| Матчі-відповіді     |                     |         |
| МФК «Ковель-Волинь» | «Шахтар»            | 4:0     |
| ФК «Мар'янівка»     | «Вотранс-ЛСТМ»      | 4:6     |

### Матч за 3-4 місця
| 16 жовтня 2011 |

| ФК «Мар'янівка» (Мар'янівка) | 0:2 | «Шахтар» (Нововолинськ)                |
| ---------------------------- | --- | -------------------------------------- |
|                              |     | Обертас Максим 52' Соколян Михайло 75' |

| смт Мар'янівка, стадіон «Біла Корова» Арбітр: Анатолій Мищук |

### Фінал за 1-2 місця
| 16 жовтня 2011 |

| «Вотранс-ЛСТМ» (Луцьк)                          | 2:1 | МФК «Ковель-Волинь» (Ковель) |
| ----------------------------------------------- | --- | ---------------------------- |
| Стадницький Олександр 64' Неделюк Олександр 89' |     | Ворона Анатолій 73'          |

| Луцьк, стадіон «Підшипник» Арбітр: Максим Попко (Луцьк) |

### Чемпіон Волинської області— «Вотранс-ЛСТМ» (Луцьк)
Звання чемпіонів Волинської області у складі ФК «Вотранс-ЛСТМ» здобули
Воротарі: Юрій Волошин, Роман Перлов.
Захисники: Дмитро Перванчук, Василь Олійник, Сергій Матюк.
Півзахисники: Олександр Батрак, Ігор Чорнуха, Роман Філь, Ігор Кедик, Петров Назарук, Олександр Неделюк.
Нападники: Сергій Примачок, Олег Кравчук, Олександр Стадницький, Олександр Курінов, Ігор Кривий, Микола Жук, Андрій Чабан, Олександр Мосійчук, Олександр Рубцов.
Президент клубу — Юрій Станіславович Волошин, віце-президент — Ігор Вікторович Чорнуха, головний тренер — Ярослав Васильович Комзюк

### Турнір молодіжних команд (U-15)
| М | Команда                          | І  | В  | Н | П  | РМ    | О  |
| - | -------------------------------- | -- | -- | - | -- | ----- | -- |
| 1 | МФК «Ковель-Волинь» (Ковель)     | 12 | 11 | 1 | 0  | 54−5  | 34 |
| 2 | ФК «Рожище» (Рожище)             | 12 | 8  | 0 | 4  | 31−16 | 24 |
| 3 | «Прип'ять» (Любешів)             | 12 | 6  | 3 | 3  | 18−17 | 21 |
| 4 | «Шахтар» (Нововолинськ)          | 12 | 6  | 1 | 5  | 25−23 | 19 |
| 5 | «Вотранс-ЛСТМ» (Луцьк)           | 12 | 3  | 3 | 6  | 19−24 | 12 |
| 6 | «Будівельник» (Маневичі)         | 12 | 1  | 4 | 7  | 11−26 | 4  |
| 7 | ФК «Мар'янівка» (смт Мар'янівка) | 12 | 1  | 0 | 11 | 4−51  | 3  |

- Згідно з регламентом з команди «Будівельник» (Маневичі) знято 3 очки за неявку на матч 2-го туру «Шахтар» — «Будівельник»

### Найкращі бомбардири
|     | Гравець        | Клуб                | Голи |
| --- | -------------- | ------------------- | ---- |
| 1-2 | Заліпа Андрій  | МФК «Ковель-Волинь» | 9    |
| 1-2 | Носко Федір    | МФК «Ковель-Волинь» | 9    |
| 3   | Мороз Павло    | МФК «Ковель-Волинь» | 8    |
| 4   | Мякота Дмитро  | МФК «Ковель-Волинь» | 7    |
| 5   | Дмитрук Дмитро | ФК «Рожище»         | 6    |

### Результати матчів
| М | Команда                          | 1   | 2   | 3   | 4   | 5   | 6   | 7    |
| - | -------------------------------- | --- | --- | --- | --- | --- | --- | ---- |
| 1 | МФК «Ковель-Волинь» (Ковель)     |     | 4:0 | 2:0 | 1:0 | 6:0 | 7:0 | 13:0 |
| 2 | ФК «Рожище» (Рожище)             | 0:3 |     | 3:0 | 5:1 | 2:0 | 1:0 | 3:0  |
| 3 | «Прип'ять» (Любешів)             | 1:2 | 3:2 |     | 2:1 | 1:1 | 1:1 | 2:0  |
| 4 | «Шахтар» (Нововолинськ)          | 1:7 | 4:0 | 3:3 |     | 2:1 | 3:0 | 4:1  |
| 5 | «Вотранс-ЛСТМ» (Луцьк)           | 2:6 | 0:3 | 0:1 | 2:0 |     | 2:2 | 9:0  |
| 6 | «Будівельник» (Маневичі)         | 1:1 | 1:6 | 0:1 | 1:2 | 1:1 |     | 0:1  |
| 7 | ФК «Мар'янівка» (смт Мар'янівка) | 0:2 | 0:6 | 2:3 | 0:4 | 0:1 | 0:4 |      |

## Перша ліга

### Підсумкова таблиця чемпіонату
| М  | Команда                                    | І  | В  | Н | П  | РМ    | О  |
| -- | ------------------------------------------ | -- | -- | - | -- | ----- | -- |
| 1  | «Ласка» (Боратин)                          | 18 | 15 | 2 | 1  | 72−16 | 47 |
| 2  | «Л-Транс» (Торчин)                         | 18 | 12 | 2 | 4  | 49−22 | 38 |
| 3  | «Дже РОСТ» (Гірка Полонка)                 | 18 | 10 | 1 | 7  | 44−40 | 31 |
| 4  | «Рубіж» (Любомль)                          | 18 | 9  | 4 | 5  | 38−28 | 31 |
| 5  | «Колос» (Ківерці)                          | 18 | 9  | 2 | 7  | 38−34 | 29 |
| 6  | ФК «Камінь-Каширський» (Камінь-Каширський) | 18 | 9  | 0 | 9  | 37−32 | 27 |
| 7  | «Західний Буг» (Іваничі)                   | 18 | 6  | 4 | 8  | 24−31 | 22 |
| 8  | «Світязь» (Шацьк)                          | 18 | 4  | 2 | 12 | 31−53 | 14 |
| 9  | ФК «Цумань» (Цумань)                       | 18 | 3  | 3 | 12 | 24−69 | 12 |
| 10 | ФК «Горохів» (Горохів)                     | 18 | 3  | 0 | 15 | 17−49 | 7  |

- З команди ФК «Горохів» знято 2 очки згідно з Регламентом змагань за неявки на матчі

### Найкращі бомбардири
|     | Гравець           | Клуб      | Голи |
| --- | ----------------- | --------- | ---- |
| 1   | Махнюк Ігор       | «Л-Транс» | 22   |
| 2   | Полтавець Андрій  | «Колос»   | 18   |
| 3   | Бобилєв Володимир | «Рубіж»   | 17   |
| 4-5 | Гапон Володимир   | «Ласка»   | 13   |
| 4-4 | Мацюк Віктор      | «Ласка»   | 13   |

### Результати матчів
| М  | Команда                                    | 1   | 2   | 3   | 4   | 5   | 6   | 7   | 8   | 9   | 10  |
| -- | ------------------------------------------ | --- | --- | --- | --- | --- | --- | --- | --- | --- | --- |
| 1  | «Ласка» (Боратин)                          |     | 3:4 | 4:1 | 7:1 | 6:0 | 5:1 | 4:1 | 0:0 | 9:0 | 4:1 |
| 2  | «Л-Транс» (Торчин)                         | 1:1 |     | 2:0 | 1:1 | 1:2 | 5:1 | 2:0 | 4:0 | 6:0 | 4:0 |
| 3  | «Дже РОСТ» (Гірка Полонка)                 | 2:3 | 4:1 |     | 3:2 | 2:1 | 1:4 | 1:4 | 3:2 | 7:3 | 0:2 |
| 4  | «Рубіж» (Любомль)                          | 1:2 | 1:2 | 2:3 |     | 2:0 | 2:0 | 1:1 | 5:1 | 4:1 | 3:0 |
| 5  | «Колос» (Ківерці)                          | 0:2 | 2:1 | 5:1 | 2:4 |     | 2:1 | 1:1 | 1:1 | 6:1 | 3:0 |
| 6  | ФК «Камінь-Каширський» (Камінь-Каширський) | 0:3 | 2:0 | 0:3 | 1:2 | 3:5 |     | 3:1 | 9:0 | 4:1 | 3:0 |
| 7  | «Західний Буг» (Іваничі)                   | 0:4 | 0:3 | 0:1 | 1:1 | 3:1 | 0:1 |     | 2:1 | 3:1 | 3:2 |
| 8  | «Світязь» (Шацьк)                          | 2:4 | 2:5 | 3:6 | 0:2 | 2:3 | 2:0 | 2:0 |     | 7:1 | 3:1 |
| 9  | ФК «Цумань» (Цумань)                       | 1:7 | 2:4 | 1:1 | 1:1 | 2:1 | 0:3 | 2:2 | 3:2 |     | 3:0 |
| 10 | ФК «Горохів» (Горохів)                     | 0:4 | 1:3 | 1:5 | 2:3 | 1:3 | 0:1 | 0:2 | 4:1 | 2:1 |     |

- У матчах «Рубіж» — ФК «Горохів» та ФК «Цумань» — ФК «Горохів» команді ФК «Горохів» зараховано технічні поразки — 3:0 за неявки на матчі.